# San Leone Magno dei Fratelli Maristi
San Leone Magno dei Fratelli Maristi é uma capela pública e escolar localizada na Piazza di Santa Costanza, 1, no quartiere Trieste, a sudoeste de Sant'Agnese fuori le Mura. É dedicada ao papa São Leão Magno.

## História
A congregação dos Irmãos Maristas das Escolas foi fundada perto de Lyon, na França, em 1817 por São Marcellin Champagnat. Em 1954, ela completou a primeira fase de um grande projeto para construir dois grandes conventos em Roma. O primeiro, onde está San Leone, abriga a principal escola da congregação na cidade e foi inaugurado antes do convento que abriga a sede mundial da ordem, no EUR, que abriga a Cappella della Casa Generalizia dei Fratelli Maristi. Na primeira, Luigi Mainardi foi o responsável pelo projeto e Enrico Lenti supervisionou a construção. Depois de completar a obra, Lenti assumiu a construção do segundo convento e de sua impressionante capela.
A capela ainda é majoritariamente a capela do "Istituto San Leone Magno", uma grande escola privada marista. Porém, ela também está aberta ao público, apesar da proximidade com Sant'Agnese.

## Descrição
A capela não fica de frente para a rua, mas do outro lado de um grande pátio quadrado acessível através de um largo portal numa fachada que se parece mais com a de um quartel com o nome da escola. Ela tem o formato de um decágono irregular. A fachada é plana e flanqueada por duas das paredes laterais da nave com um ligeiro alinhamento diagonal projetado para fora. Depois está a estrutura do transepto, com paredes laterais quase longitudinais; depois está a abside com cinco lados.
A capela está encaixada entre o grande bloco direito da escola e mais um outro mais para a esquerda, mas é um edifício separado. A estrutura é de concreto reforçado.
O impressionante telhado pontiagudo está apoiado em duas massivas vigas transversais em forma de "V" de concreto que definem estruturalmente o transepto. Elas sustentam uma agulha de varas de aço que se parecem com um poste de eletricidade. Cada um dos lados do décagono tem uma seção do telhado com uma inclinação combinando, com exceção da frontal, que tem duas em formato triangular se encontrando na linha do beiral ao longo do eixo maior.
A entrada fica protegida sob uma passagem coberta do outro lado do pátio, com sua própria grade de proteção. Dos lados está um grupo de esculturas no formato de silhuetas. O segundo andar da fachada, sobre a cobertura da passagem, está uma linha de janelas que ocupa quase toda a largura da estrutura. Entre ela e o beiral está um belo revestimento de pedra branca com um recuo pentagonal pintado de vermelho que abriga uma cruz branca.